# Protocolo de Observação para o Diagnóstico de Autismo
O Protocolo de Observação para o Diagnóstico de Autismo (ADOS, do inglês Autism Diagnostic Observation Schedule) é uma ferramenta para o diagnóstico e avaliação de perturbações do espectro autista. O protocolo consiste numa série de tarefas estruturadas e semi-estruturadas que envolvem interação social entre o examinador e a pessoa a ser avaliada. O examinador observa e identifica segmentos do comportamento da pessoa e atribui-os a categorias observacionais pré-determinadas. Essas observações categorizadas são depois reunidas para determinar pontuações quantitativas para análise. As várias linhas de corte correspondem a um potencial diagnóstico de autismo clássico ou de perturbações do espectro autista, permitindo uma avaliação normalizada dos sintomas. Este protocolo é acompanhado pela Entrevista de Diagnóstico de Autismo Revista, uma entrevista estruturada aos pais do indivíduo referenciado e que incide sobre todo o seu historial de desenvolvimento.